# Stade Islas Malvinas
Le Stade Islas Malvinas (en espagnol : Estadio Islas Malvinas), est un stade de football argentin situé à Monte Castro, un quartier de la ville de Buenos Aires, la capitale du pays.
Le stade, inauguré en 1963 et doté de 21 500 places, sert d'enceinte à domicile pour l'équipe de football du Club Atlético All Boys.
Une salle accolée au stade peut également accueillir 1 500 personnes pour des matchs de handball.

## Histoire
Le stade porte le nom des Îles Malouines, revendiquées par l'Argentine et occupées par le Royaume-Uni.

## Événements

### Concerts
| Pays                                               | Artiste            | Année |
| -------------------------------------------------- | ------------------ | ----- |
|                                                    | V8                 | 1984, |
| Los Violadores                                     |                    | 1984, |
| Javier Martínez, Alejandro Medina, Pajarito Zaguri |                    | 1984, |
| Thor                                               |                    | 1984, |
|                                                    | La Ley             | 1984, |
|                                                    | Rata Blanca        | 1988  |
| 1991                                               | Rata Blanca        |       |
|                                                    | Fun People         | 1998  |
| She-Devils                                         |                    | 1998  |
| Bersuit Vergarabat                                 |                    | 1998  |
| Los Piojos                                         |                    | 1998  |
|                                                    | Los Crudos         | 1998  |
|                                                    | Los Piojos         | 1999  |
|                                                    | No Te Va Gustar    | 2000  |
|                                                    | Manu Chao          | 2005  |
|                                                    | Ratones Paranoicos | 2006, |
| Intoxicados                                        |                    | 2006, |
| Jóvenes Pordioseros                                |                    | 2006, |
| Los Gardelitos                                     |                    | 2006, |
|                                                    | Manu Chao          | 2009  |
|                                                    | Dread Mar-I        | 2011  |
|                                                    | La 25              | 2012  |
|                                                    | Almafuerte         | 2013  |

## Galerie

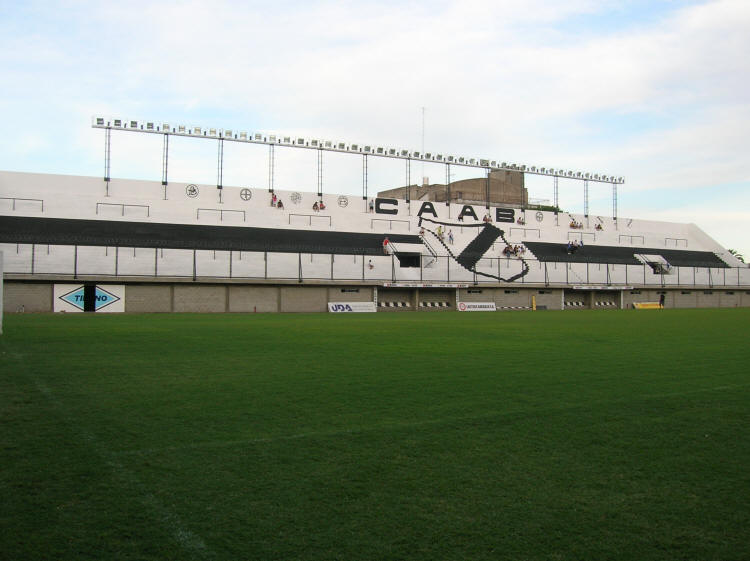
Vue du virage Chivilcoy en 2007
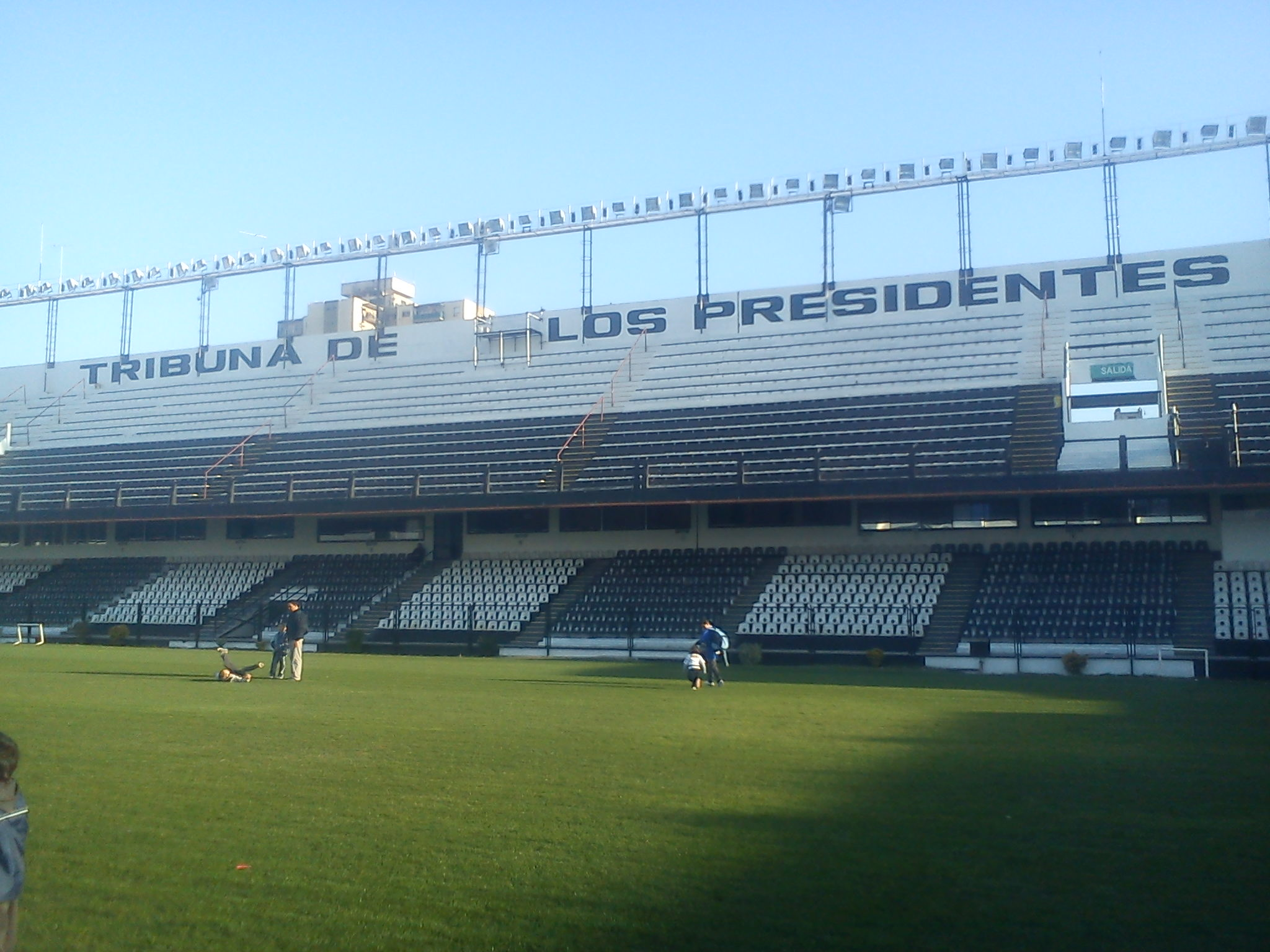
Tribune de Los Presidentes
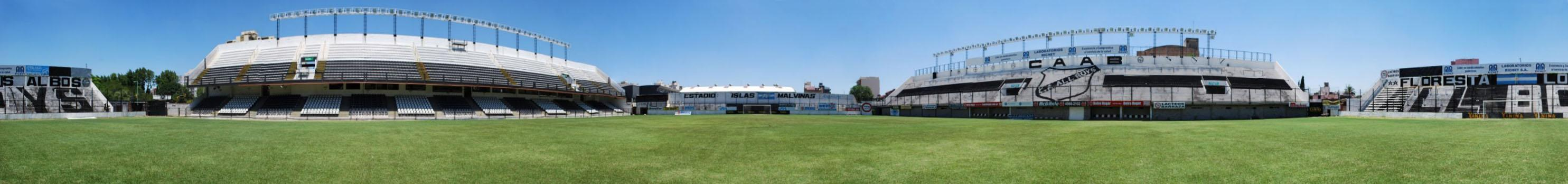
Vue panoramique du stade